# Malaria Consortium
A Malaria Consortium é uma organização internacional sem fins lucrativos especializada no controle abrangente da malária e de outras doenças transmissíveis, especialmente as que afetam crianças com menos de cinco anos.
Fundada em 2003, a Malaria Consortium trabalha na África e na Ásia-Pacífico visando combater a malária e as doenças tropicais negligenciadas, além de melhorar a saúde infantil. É uma organização técnica especializada que trabalha com governos e parceiros para fortalecer a prestação de serviços de saúde.
Sua sede está localizada no Reino Unido, com escritórios regionais na África e na Ásia e escritórios nacionais em Burquina Fasso, Camboja, Chade, Etiópia, Moçambique, Myanmar, Nigéria, Sudão do Sul, Tailândia, Togo e Uganda.

## Operações
A malária e o controle de parasitas em geral são fundamentais para a estratégia da Malaria Consortium. Seu foco é a prevenção, o controle, o diagnóstico e o tratamento de doenças parasitárias, incluindo a malária, a pneumonia, a diarreia, a dengue e as doenças tropicais negligenciadas. Outras operações incluem o aprimoramento dos sistemas de saúde no contexto de doenças tropicais negligenciadas, pesquisa e monitoramento, além de defesa de direitos e desenvolvimento de políticas nacionais e internacionais.
A organização procura tornar a saúde mais acessível para as comunidades da África e da Ásia, especialmente no que diz respeito a crianças menores de cinco anos, mulheres grávidas e populações migrantes. A estratégia de intervenção geralmente se baseia no gerenciamento comunitário integrado de casos e no gerenciamento comunitário da desnutrição aguda, ou em uma combinação de ambos. O gerenciamento comunitário integrado de casos é uma abordagem que engloba o fornecimento de tratamento domiciliar para doenças infantis, desnutrição ou doenças tropicais negligenciadas. Isso implica fortalecer a disponibilidade e a qualidade dos cuidados nas comunidades. Para isso, a Malaria Consortium treina voluntários. Como parte de sua estratégia de gerenciamento comunitário da desnutrição aguda, a organização também financia intervenções de promoção da saúde e mensagens.
A estratégia de controle e prevenção de parasitas da Malaria Consortium inclui o controle de vetores por meio da distribuição de redes inseticidas de longa duração, pulverização residual interna, educação e vigilância de dados. A Malaria Consortium lidera, por exemplo, o Projeto Beyond Garki, uma iniciativa para coletar dados epidemiológicos sobre a evolução da malária.
A organização também apoia campanhas sazonais de quimioprevenção da malária (SMC) e é a maior organização que realiza campanhas de SMC no Sahel. Nesse programa, os medicamentos preventivos são dados a crianças pequenas na forma de comprimidos. Os comprimidos são dados às crianças durante a alta temporada de transmissão. Inicialmente, esses comprimidos são distribuídos à criança por um profissional de saúde local treinado e, posteriormente, pelo cuidador da criança. Além de fornecer os medicamentos, a Malaria Consortium ajuda a desenvolver material de treinamento, bem como a treinar a equipe local. Desde 2012, a Organização Mundial da Saúde (OMS) recomenda o SMC como tratamento para a malária na região subsaariana da África.
A Malaria Consortium começou como um consórcio de pesquisa dentro da London School of Hygiene and Tropical Medicine e foi originalmente financiada exclusivamente pelo Departamento de Desenvolvimento Internacional do Reino Unido (DFID, Overseas Development Administration antes de 1997). A pesquisa continua sendo um aspecto importante da estratégia da Malaria Consortium e a organização publica pesquisas em revistas acadêmicas e de acesso aberto. Por exemplo, a Malaria Consortium trabalhou com o Centro Nacional de Parasitologia, Entomologia e Controle da Malária do Camboja e com a OMS, contribuindo para a pesquisa sobre o uso de peixes Guppy como parte de uma estratégia integrada para o controle da dengue.
A Malaria Consortium produz materiais didáticos com o objetivo de apoiar o avanço de políticas e práticas. A organização colabora frequentemente com governos em intervenções-piloto e faz recomendações com base nos resultados.
Em 2021, a Malaria Consortium recebeu a classificação de organização de pesquisa independente (IRO) da UK Research and Innovation, o que a torna uma das duas únicas organizações não governamentais internacionais a ter essa classificação no Reino Unido.

## Recursos
A maior parte do trabalho da Malaria Consortium é financiada por subsídios, contratos e receitas de consultoria. Trata-se principalmente de financiamento restrito para a realização de um determinado projeto em um país específico ou em vários países.
Uma parte substancial do financiamento global disponível para o SMC é o financiamento direcionado pela GiveWell, proveniente de doadores. Um relatório da GiveWell de 2019 afirma que 53% da receita do SMC veio de doações. Além disso, 16% vieram da USAID e 13% da UKAID. Outros financiadores importantes incluem o Fundo Global, o Project Management Institute, o Banco Mundial, a Good Ventures e a Fundação Bill & Melinda Gates.

## Recepção
Desde 2016, o avaliador de instituições de caridade GiveWell incluiu o programa SMC em sua lista das 9 principais instituições de caridade.
O SMC é o único programa da Malaria Consortium analisado pela GiveWell e eles o recomendam com base na sólida base de evidências e na relação custo-benefício do programa, além do fato de que há espaço para mais financiamento. Eles também têm experiência no apoio a esses projetos em larga escala em sete países, com sucesso comprovado em atingir uma grande parte das crianças visadas.